# 女取調官
『女取調官』（おんなとりしらべかん）は、2011年から2016年までTBS系で放送された刑事ドラマシリーズ。全4回。主演は賀来千香子。
放送枠は「月曜ゴールデン」（第1作 - 第3作）、「月曜名作劇場」（第4作）。
同じ笹沢左保原作・いかりや長介主演で1994年から2003年まで放送された日本テレビ系テレビドラマ『取調室』のリニューアル版とも言われる。

## キャスト

### 佐賀県警察本部

#### 刑事部捜査一課
水木庄子（みずき しょうこ）
演 - 賀来千香子
取調官。階級は警部補。佐賀県警の「取り調べのエース」。
御子柴明彦（みこしば あきひこ）
演 - 櫻井貴史（第1作・第2作）
刑事。水木の相棒。県警に移動してひとつきの新人（第1作）。
板東
演 - 江上真悟（第1作・第2作）
刑事。
栗山
演 - 柚原旬（第1作・第2作）
刑事。
安達八郎（あだち はちろう）
演 - 綿引勝彦
係長。階級は警部。第4作は安達班の班長。

#### 刑事部鑑識課
小笠原
演 - 佐藤尚宏（第1作）、芹沢礼多（第2作・第3作）
鑑識主任。

#### 刑事部
鷲峰司
演 - 高橋英樹（第3作・第4作）
刑事部長。階級は警視正。

### 水木家
水木治人（みずき はると）
演 - 三宅一歩（第1作）、佐藤詩音（第2作）
庄子の息子。
水木千代子（みずき ちよこ）
演 - 山田スミ子（第1作・第2作）
庄子の義母。

### その他
松坂夏央（まつざか なつお）
演 - 中村敦夫（第1作・第2作）
佐賀地検の検事。第1作で着任したばかり。

### ゲスト
第1作「嬉野温泉・唐津・長崎殺人ルート」（2011年）
- 千石（佐賀県警 捜査一課長） - 若林哲行
- 藤村（佐賀県鹿島警察署 署長・副本部長） - 浅見小四郎
- 小田垣悦也（城北大学 4年生） - 斉藤悠
- 土山美鈴（悦也の姉） - 菜葉菜
- ホテルマン - 夏秋佳代子
- 一柳（教授） - 中根徹
- 清川（佐賀県警 刑事部長） - 吉岡龍見
- 小田垣久子（光秀の後妻） - 中村久美
- 古賀隆（佐賀県警 管理官・庄子の上司） - 山下真司
- 小田垣光秀（東都大学 理学部教授・悦也の父） - 竜雷太

第2作「東京〜佐賀・玄界灘 同時殺人の謎」（2012年）
- 三津田誠（町の発明家） - 渡辺いっけい
- 羽佐間羊介（佐賀県警 管理官） - 大高洋夫
- 松島順二（汐見製作所 社員） - 土屋裕一
- 千田（刑事） - 菅田俊
- 矢崎幸之助（金融業者） - 丸岡奨詞
- 沼尾（警視庁捜査一課 刑事） - 橋村琢哉
- 竹井（警視庁捜査一課 刑事） - 安藤彰則
- ホテルマン - 夏秋佳代子
- 汐見ユカ（汐見製作所 社長） - 浅野温子

第3作「〜吉野ヶ里・湯布院〜予告殺人」（2014年）
- 合田靖春（佐賀県警 取調補佐官） - 細川茂樹
- 深町梢（佐賀地検 検事） - 小沢真珠
- 戸川光江（プチホテル「蒼海」オーナー） - 赤座美代子
- 戸川洋子（光江の娘） - 伴杏里
- 佐賀県警捜査一課 刑事 - 野仲イサオ
- 佐賀県警捜査一課 刑事 - 内藤聖羽
- 警察官 - 小野麻亜矢
- 黒田幸一（前科者・川島の知り合い） - 児玉貴志
- 稲葉（大分県警察 刑事・赤坂の警察学校の同期） - はせがわ天晴
- 川島竜也（1年前に赤坂由利を殺害した犯人） - 藤川俊生
- 美咲（旅館の女将） - 夏秋佳代子
- 赤坂由利（赤坂の娘・1年前死亡） - 鷲尾美紀
- 金山（おでん屋店主・黒田の悪仲間） - 伊住聰志
- アナウンサー - 赤荻歩
- タクシードライバー - 中野薫
- 小城市民病院 看護師 - 小渕友加里
- 庄子に聞き込みされた女性 - 紗月メイ
- 赤坂雄一郎（元大分県警 警部） - 大地康雄

第4作「緊迫の取調室！唐津〜嬉野〜伊万里〜長崎・五島列島を疾走する！」（2016年）
- 高野真一郎（佐賀中央医科大学病院 心臓外科医・美紗子の幼馴染） - 中村俊介
- 宗方美紗子（瀬川覚の叔母・佐賀市出身） - 霧島れいか
- 鳥海恵一（佐賀県警捜査一課 管理官・警視） - 神尾佑
- 松尾元（佐賀県警捜査一課 安達班・警部補） - 梨本謙次郎
- 矢島光行（佐賀県警捜査一課 取調補佐官・巡査部長） - 中山麻聖
- 兵藤雅也（佐賀中央医科大学病院 循環器系内科医） - 須田邦裕
- 久保伸也（唐津警察署 主任・巡査部長） - 水島涼太
- 井出正成（佐賀県警捜査一課 安達班・巡査部長） - 阿部亮平
- 野中雄喜（唐津警察署 東京組・巡査部長） - 片山享
- 林敬三（唐津警察署 巡査部長） - 赤木悠真
- 影山由実（美紗子の大学時代からの親友） - 武藤晃子
- 坂本久雄（築丸総合商社 開発事業部開発営業課 課長・高野の隣人） - 中原裕也
- 塚田（唐津ロイヤルホテル フロント係） - 夏秋成美
- 町子（宗方家の家政婦） - 上岡紘子
- 大谷茜（佐賀出版編集部） - 杉吉結
- 安西義則（5年前に瀬川覚を殺害した犯人・その後事故死） - 兼松若人
- 瀬川覚（瀬川と百合子の息子・5年前死亡） - 大沼柚希（赤ちゃん：武田美里）
- 宗方冬樹（美紗子の夫） - 川井つと
- 倉持（警察医） - 井上高志
- 板橋両二（兵頭の知人） - 佐藤遼
- 山下淳二（佐賀県警捜査一課 安達班東京組・巡査部長） - 菅田俊
- 半井泰治（5年前の瀬川覚殺人事件の担当刑事） - 小倉一郎
- 瀬川栄介（百合子の夫・伝統工芸士「泰仙窯」主人） - おかやまはじめ
- 瀬川百合子（美紗子の姉） - 佐藤友紀

## スタッフ
- 企画 - 齋藤賴照（TSP / 第3作・第4作）
- 編成担当 - 藤岡繁樹（第2作・第3作）、今井夏木（第4作）
- 脚本 - 扇澤延男
- 監督 - 岡屋龍一、赤羽博
- プロデューサー - 齋藤頼照（TSP / 第1作・第2作）、神戸將光（TSP）、中頭千廣（TSP / 第2作 - 第4作）
- 制作 - TSP、TBS

## 放送日程
| 話数 | 放送日         | サブタイトル                                                  | 原作                    | 脚本     | 監督     | 視聴率 |
| ---- | -------------- | ------------------------------------------------------------- | ----------------------- | -------- | -------- | ------ |
| 1    | 2011年 1月24日 | 嬉野温泉・唐津・長崎殺人ルート                                | 「取調室 静かなる死闘」 | 扇澤延男 | 岡屋龍一 | 13.2%  |
| 2    | 2012年 2月20日 | 東京〜佐賀・玄界灘 同時殺人の謎                               | 「暗鬼の旅路」          | 扇澤延男 | 岡屋龍一 | 11.4%  |
| 3    | 2014年 8月18日 | 〜吉野ヶ里・湯布院〜予告殺人                                  | 「悪魔の処刑」          | 扇澤延男 | 岡屋龍一 |        |
| 4    | 2016年 7月25日 | 緊迫の取調室！ 唐津〜嬉野〜伊万里〜長崎・五島列島を疾走する！ | 「遥かなりわが愛を」    | 扇澤延男 | 赤羽博   |        |

- 視聴率はビデオリサーチ調べ、関東地区・世帯